# Ichneumon sarcitorius

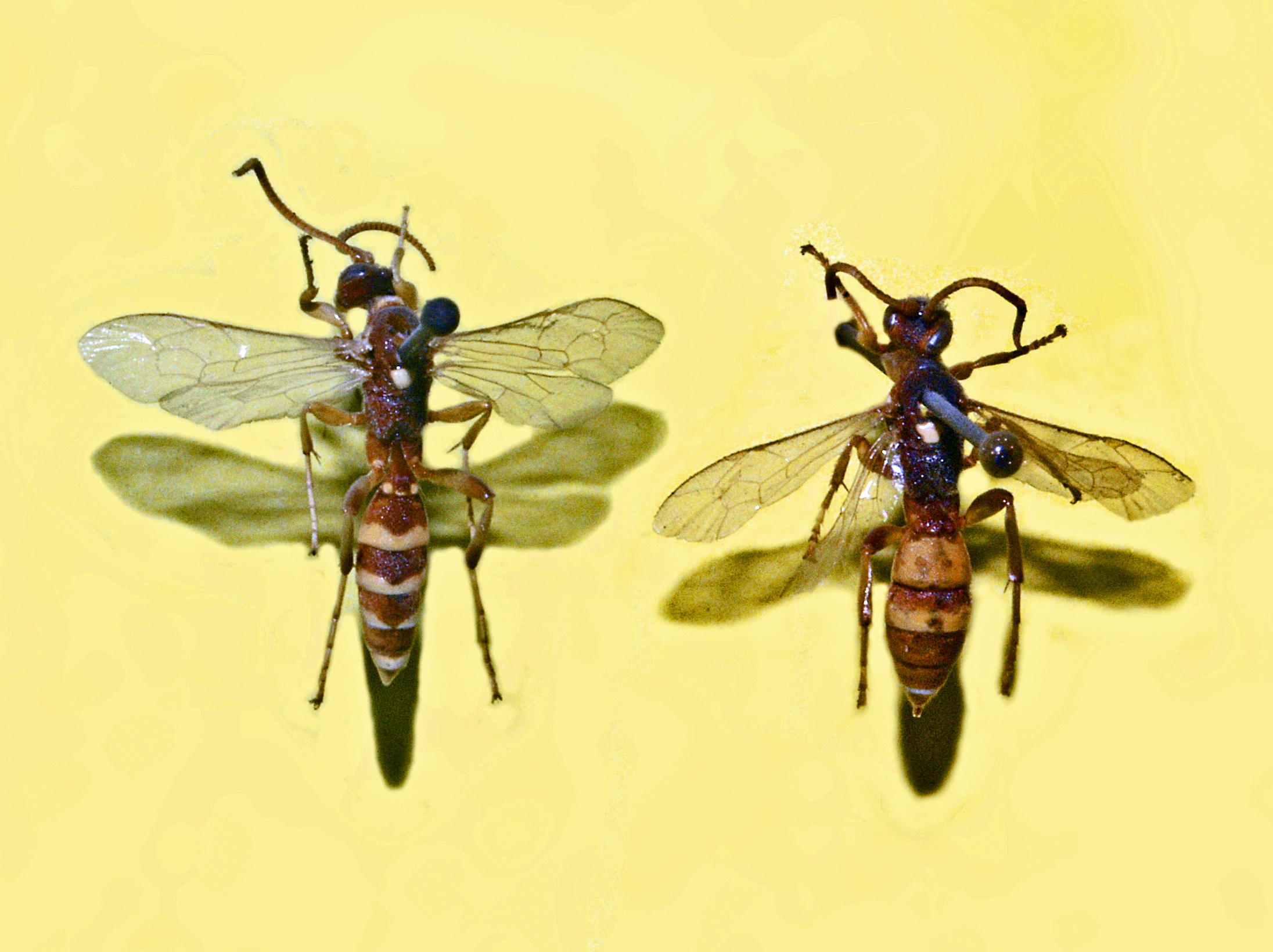
Ichneumon sarcitorius, самец и самка

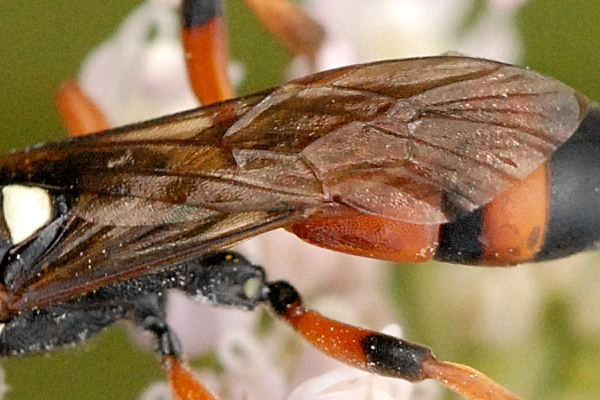
Ichneumon sarcitorius

Ichneumon sarcitorius (лат.) — вид наездников-ихневмонид рода Ichneumon из подсемейства Ichneumoninae (Ichneumonidae).

## Распространение
Палеарктика. Европа, Кавказ, Иран, Средняя Азия, Сибирь.

## Описание
Наездники среднего размера чёрного цвета со светлыми отметинами, длина 10—17 мм. У самок третий тергит желтовато-красный. У самцов второй тергит чёрный с узкой жёлтой полоской. У самки 7-й тергит чёрный. У самца 6-й и 7-й тергиты в основном белые или жёлтые. Жгутик усика самок полущетинковидный. Паразитоиды, которые развиваются в гусеницах бабочек, в том числе, озимой совки. Жгутик усика с 33—39 члениками.
Вид демонстрирует явный половой диморфизм. Самцы выглядят как осы с черно-желтыми полосами на брюшке, в то время как у самок брюшко чёрное с двумя красновато-оранжевыми полосами и белым кончиком.

## Классификация
Вид был впервые описан в 1758 году шведским натуралистом Карлом Линнеем.

### Подвиды
Выделяют несколько подвидов:
- Ichneumon sarcitorius albosignatus Torka, 1930
- Ichneumon sarcitorius caucasicus Meyer, 1926[9][10]
- Ichneumon sarcitorius chosensis Uchida, 1927
- Ichneumon sarcitorius corsus Kriechbaumer, 1888
- Ichneumon sarcitorius repetitor Kriechbaumer, 1882
- Ichneumon sarcitorius turkestanicus (Heinrich, 1929)[11][12]

### Синонимия
Ichneumon albatus Constantineanu, Suciu, Andriescu, Ciochia & Pisica, 1957
Ichneumon excavatus Constantineanu, Andriescu & Ciochia, 1956
Ichneumon costulatus Constantineanu, Andriescu & Ciochia, 1956
Ichneumon pfankuchi Kiss, 1929
Ichneumon funereus Schmiedeknecht, 1928
Ichneumon zaydamensis Kokujev, 1909
Ichneumon mutabilis Berthoumieu, 1895
Ichneumon fuscipennis Berthoumieu, 1895
Ichneumon vaginator Zetterstedt, 1838
Ichneumon farctor Gravenhorst, 1807
Ichneumon tripunctatus Gmelin, 1790
Ichneumon flavatus Gmelin, 1790
Ichneumon bipartitus Geoffroy, 1785
Ichneumon curvatorius Müller, 1776